# Scott D. Davis

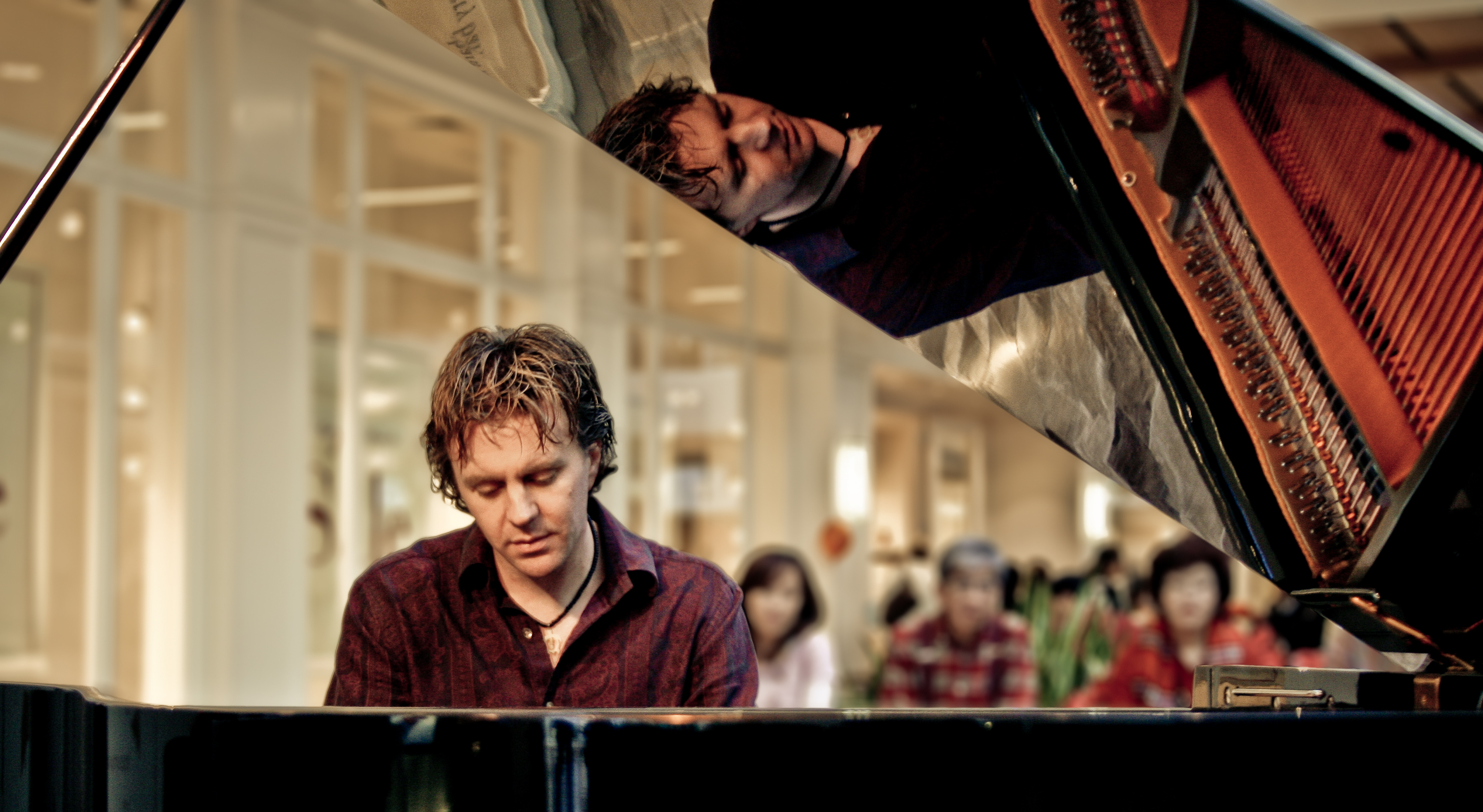
Scott D. Davis (2008)

Scott Douglas Davis (* 26. April 1973 in Wiesbaden) ist ein Pianist und Komponist des New Age-Musikstils, welcher derzeit in Dixon, Kalifornien wohnhaft ist. Er veröffentlichte seit 2001 fünf Alben. Davis tritt regelmäßig auf Konzerten auf und stellt sich auch für Heimkonzerte zur Verfügung.
Mit Pianotarium: Piano Tribute to Metallica veröffentlichte Davis ein Album, auf dem er neben drei seiner eigenen Kompositionen acht der bekanntesten Lieder der US-amerikanischen Thrash-Metal-Band Metallica coverte, wie beispielsweise One oder Enter Sandman. Mit diesem Album möchte Davis veranschaulichen, dass das Klavier das einzige Instrument ist, welches auch akustisch wirklich „metal“ klingen kann.

## Diskographie
- Piano & Woodwinds (2001)
- Tahoma (2003)
- Winter Journey (2004)
- Rockfluence (2005)
- Pianotarium: Piano Tribute to Metallica (2007)
- Tahoma: Reimagined (2013)